# Alfarería en la provincia de Soria

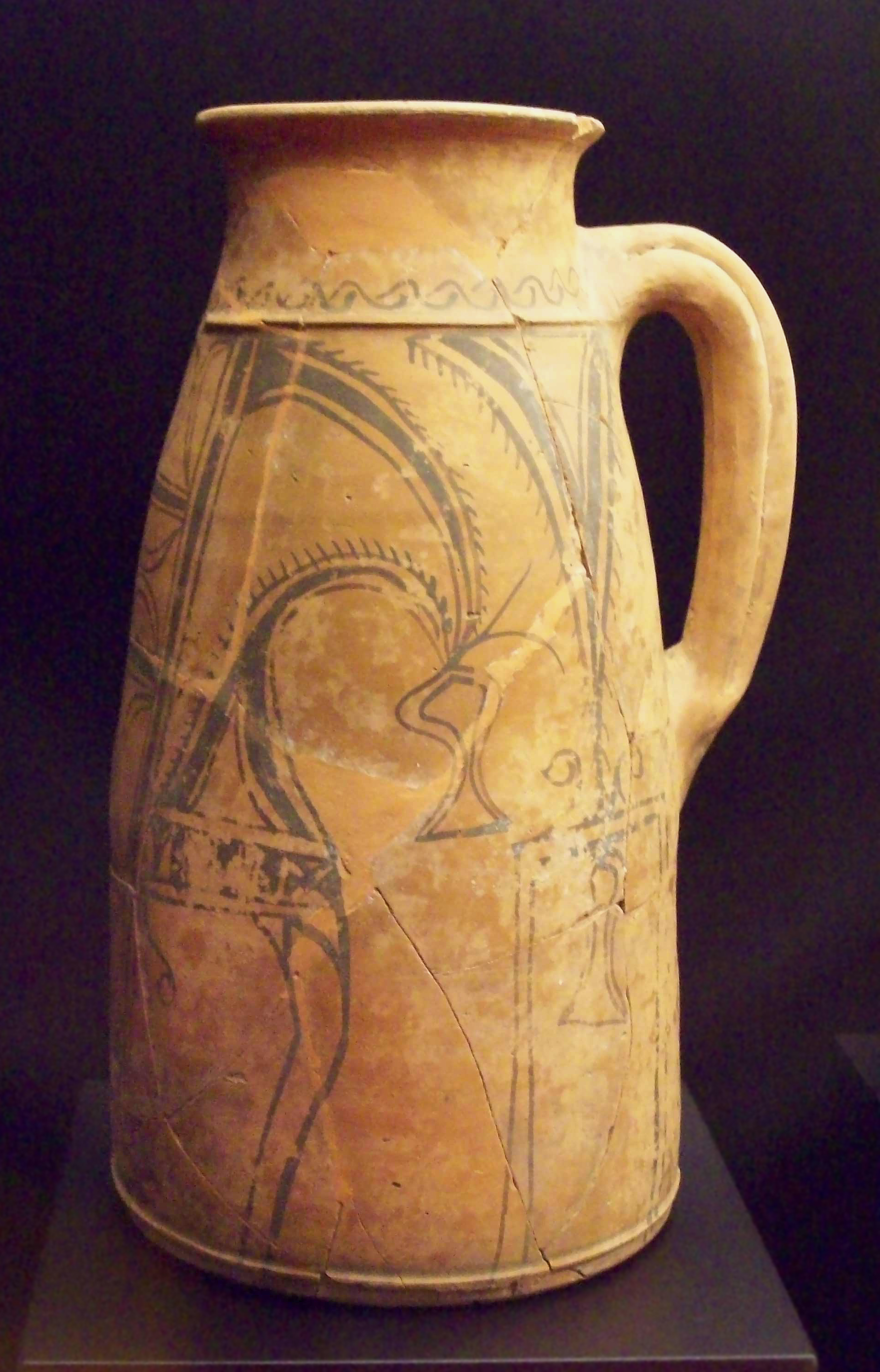
Jarra celtíbera de «Izana», entre 199 y 1 a. C. Altura: 30,7 cm. Diámetro de la base: 16 cm. Diámetro de la boca: 11 cm. (inventariada en el Museo Arqueológico Nacional en 1927).

La alfarería en la provincia de Soria (España), con un precedente que el tesoro arqueológico de la zona data con anterioridad a la cultura de los pueblos ibéricos, desarrolló desde el siglo XIII una industria artesanal de tipo familiar. Como producción para "cubrir las necesidades de las faenas diarias", era de carácter utilitario y funcional, tosca factura y escasa o nula tecnología.
En 1994, la Diputación provincial organizó en el Palacio de la Audiencia una exposición con fondos del Museo Numantino de la capital soriana, en un intento por recuperar y valorar la alfarería de la zona.

## Historia
Además del abundante material arqueológico de restos de cerámica hallados en la región, ya en el siglo XVIII puede documentarse reiterada referencia en el Catastro de Ensenada (1752) y en las Memorias políticas y económicas de Eugenio Larruga (1792). Asimismo, en el siglo XIX se anotan localizaciones alfareras en el Diccionario geográfico-estadístico-histórico (1846-1850) de Pascual Madoz.

### Alfares recuperados
Los trabajos de campo realizados en la zona entre 1960 y 1978 por etnólogos alemanes con Natacha Seseña como joven guía, permiten observan que la alfarería soriana, extinguida en la práctica hacia la mitad del siglo XX sucumbiendo ante el progreso y la emigración rural, inició un tímido proceso de recuperación a partir de iniciativas aisladas de carácter personal. Quizá el ejemplo más patente lo encarne el alfarero autodidacta Evelio Arnanz Modrego, instalado en Quintana Redonda en la década de 1980.

## Alfares más importantes
Con Tajueco y Quintana Redonda como focos alfareros de más personalidad y a la cabeza de la producción, completan el mapa de los alfares sorianos un puñado de localidades. He aquí las mejor documentadas:

### Ágreda
Ciudad de fusión de las tres culturas (árabe, judía y cristiana), en unas excavaciones hechas en 1983 confirmó esta herencia en la obra de artesanos de los siglos XVIII, XIX y XX, con una producción similar a la de otros centros alfareros de tradición en la vecina provincia de Zaragoza, como Alhama de Aragón y Villafeliche. Algunas de las piezas rescatadas presentaban un vidriado melado (jarras, ollas, caloríferos, cántaros, escurrideras y orzas). En el Catastro de Ensenada se citan cinco "olleros" en el antiguo barrio árabe.

### Almazán
Tuvo fama esta villa por sus cazuelas de barro de "asas triples", con decoración de ondas y puntos en violeta negruzco o marrón oscuro. Del siglo XVIII quedan también referencias de una industria de loza blanca con decoración vegetal (flores) en vajillas talaveras y ollas vidriadas.

### Alto del Viso(Soria)
Este enclave cercano a la capital soriana ha dejado noticia de una industria, ya perdida, de "olleros" cuya producción abastecía, además de a la provincia, a municipios importantes como Calatayud (Zaragoza) y Sigüenza (Guadalajara). 

### Boós
Mencionado como foco alfarero también por Ensenada, se fabricó alfarería de agua y fuego. El trabajo de campo del Equipo Adobe llegó a documentar un último alfarero (productor en otras piezas de unas ollas similares a las de Tajueco) en la segunda mitad del siglo xx.

### Quintana Redonda
Diversos museos arqueológicos, entre ellos el  Museo de Nacional de Antropología, conservan restos de una actividad alfarera anterior a la cultura de los Íberos, eco quizá del enclave numantino. También se cita esta industria en el Catastro del Marqués de la Ensenada, publicado en 1752, aunque existen referencias documentales desde 1515.
Esta localidad, enclavada en el corazón geográfico de la provincia, dispone de un museo y centro cultural dedicados a la alfarería y la cerámica de la región.

#### Deza

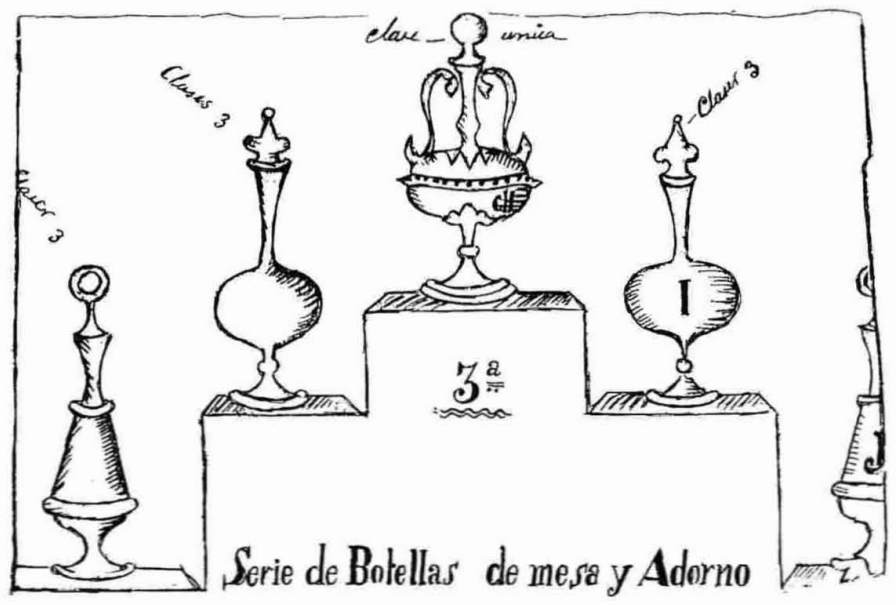
Dibujo de Pedro Almazán Remartínez, alfarero de finales del a principios del, en Deza (Soria, España), ca. 1900.

Además de su producción alfarera anterior, escasamente documentada, quedan referencias cruzadas del establecimiento en esta localidad a finales del siglo XIX de miembros de la familia Almazán, Clemente y/o Pedro, alfareros de Tajueco. Tras la Guerra Civil tuvo importante producción de tiestos resineros, como en otras zonas de pinares de la vecina provincia de Guadalajara.

### Tajueco
De las investigaciones y monografías dedicadas a Tajueco como foco alfarero, se da el dato de que ya en 1518 aparece como “ome bueno” (hombre bueno) Sebastián “el ollero”, vecino del pueblo. Asimismo, entre los más de quince mil objetos expuestos en el Museo del Pueblo Español en El Burgo de Osma, la profesora Nieves de Hoyos cita las siguientes piezas procedentes de los alfares de Tajueco: "un jarro con una asa por arriba, una cazuela con tapa, un plato de barro sin bañar, un cántaro, una cazuela con dos asas, un calorífero bañado en verde y una cantarilla para aceite con un asa, de barro, sin bañar (piezas que se encuentran en dicho Museo con anterioridad a julio de 1936)".
Aunque la Guía de los alfares de España publicada en 1975 por dos expertos profesores alemanes con la ayuda local de Natacha Seseña solo menciona la actividad de dos miembros de la familia Mínguez, posteriores estudios de la propia Seseña o de eruditos sorianos como Avelino Hernández destacan la presencia en Tajueco del alfarero Máximo Almazán, eje familiar de una saga alfarera, también conocido como el Cacharrero, mote que refuerza la copla que aun recuerdan los narradores orales de la zona:
"Aquí tropezó y cayó
el burro del cacharrero
y fueron a dar por saco
las cazuelas y pucheros".
En Tajueco trabajaron en la década de 1950 hasta cuarenta familias, produciendo alfarería vidriada para cocinar y vasijas de la cultura específica de la matanza del cerdo. También se hicieron "orzas y pucheros con cordoncillos excisos", similares a las fabricadas en La Rioja y Aragón. Son típicas en sus talleres las cacerolas conocidas como peronas y de trípode, y unos curiosos botijos llamados campanarios y de arcos. Se completaba la producción con "caloríferos", juguetes y platos de vajilla.
- A estos pueblos con historial alfarero habría que añadir los de Matamala, Dévanos, Berlanga de Duero, Langa de Duero, Medinaceli, Vozmediano y los despoblados de Tardarejos y Torderón.[4]